# Flaix TV
Flaix TV era un canal de televisió local de Barcelona impulsada el 2001 pels periodistes Miquel Calçada i Carles Cuní amb la participació d'Òmnium Cultural. En un principi, Flaix TV era propietat del Grup Flaix i Mediapro a parts iguals. La direcció de la cadena anava a càrrec de Ferran Cera.
El canal començà a emetre en proves el 21 d'abril del 2001 i inicià la programació regular l'11 de setembre del mateix any. En el seu moment de màxima difusió, Flaix TV disposava de llicències de televisió local a Barcelona, Girona, Lleida, Mallorca, Manresa, Perpinyà i Tarragona. El 2004, en un acord amb el Grup Godó, propietari de City TV, Flaix TV es va desfer de les llicències de Tarragona, Lleida i Girona a canvi d'un dels quatre canals concedits al Grup Godó a la TDT, emetent només a Barcelona des de l'1 de maig del mateix any.
A finals de juliol de 2005, i després de l'aval del Consell de l'Audiovisual de Catalunya, la Generalitat de Catalunya va autoritzar la compra per part del grup Vocento del 75% de Flaix TV, cadena que es va integrar a la seva xarxa de televisions locals amb el nom d'Urbe TV. En aquesta transacció es va adquirir la llicència d'emissió, i es va transferir el personal del canal, però no la programació ni la marca Flaix TV, que continua sent propietat del Grup Flaix. Les darreres emissions del canal varen ser a la mitjanit entre el 9 i el 10 d'octubre de 2005.

## Continguts
La programació del canal, orientada a un públic jove, estava centrada en videoclips, reportatges de música, moda i esports d'aventura. La programació, principalment de producció pròpia, s'emetia íntegrament en català.